# 王其平
王其平（1926年—2011年12月28日），男，浙江鄞县人，中国电工技术专家，中国电弧理论的奠基人，曾任西安交通大学教授。著有《电器中的电弧理论》。
1949年毕业于大同大学电机系。1954年加入中国共产党。1955年至1959年在苏联莫斯科动力学院进修。回国后，历任西安交通大学讲师、副教授、教授、一级教授，国务院特批的首批博士生导师，科研处处长，副校长（主持校学术科研事务），西安交通大学学术委员会常务副主任（1985-1999）,国家教委科技委电工学科组组长，中国电工技术学会第一、二届常务理事，中国电工技术学会电接触及电弧研究会第一届理事长，《西安交通大学学报》主编，校人体科学研究中心主任，电力设备电气绝缘国家重点实验室学术委员会主席，中国电工技术学会名誉理事，电接触及电弧研究会主任委员，跨国IEEE高级会员，国际气体放电及其应用会议国际委员会委员等职。
王其平教授一直从事电器和电弧理论、电接触理论的教学和科学研究工作，是交通大学电器专业创建人之一。早在1963年出版的《电器中的电弧理论》一书，为中国这方面第一本专著，在创建电器电弧理论的科学体系方面起了先导和开拓作用，被誉为我国电弧理论的奠基人。王其平教授与其合作者在国内首先创建了四个不同层次、各具特色的电弧动态数学模型，提出了电接触材料的侵蚀机理和表面形貌特征的新观点。出版了5部专著，主编《英汉电工电子词典》，发表论文130余篇，其中在IEEE发表三篇论文，国际学术会议上发表论文35篇，获国家自然科学奖一项，获国家教育委员会、机械电子工业部颁发的科技进步奖5项和荣誉证书10多种，还获得国务院1991年颁发的政府特殊津贴证书。他与同事联合发起和主持了在西安交通大学召开的两届“电接触、电弧、电器及其应用国际会议”，应邀访问过瑞士、德、英、意、波、加、日、美等23个国家的有关大学。他是中国在该领域内有突出贡献的专家。